# MAGURA V5
MAGURA V5 (Maritime Autonomous Guard Unmanned Robotic Apparatus V-type)  là một tàu nổi không người lái (Unmanned Surface Vehicle USV) đa nhiệm của Ukraine.
Nó được phát triển nhằm giúp Cục Tình báo Chính của Ukraine (HUR) có thể thực hiện nhiều nhiệm vụ khác nhau như: theo dõi, trinh sát, tuần tra, tìm kiếm và cứu hộ, rà phá thuỷ lôi, an toàn hàng hải, và các nhiệm vụ chiến đấu.

## Phát triển
HUR kí hợp đồng thiết kế một mẫu USV với các công ti tư nhân đã từng làm việc cho cơ quan an ninh Ukraine (Security Service of Ukraine) (SBU) trong lĩnh vực thiết kế USV.
Tuy vậy các mối hợp tác này đã chấm dứt do tranh chấp về các vấn đề kĩ thuật và kinh phí.
Sau đó SBU bắt đầu hợp tác với HUR khởi đầu một dự án mới và kết quả là MAGURA V5 ra đời.
Vào tháng Mười một năm 2022, chính phủ Ukraine công bố phát triển một tàu chiến mặt nước không người lái có tầm hoạt động tới 800 km.
Chiếc tàu được triển lãm lần đầu ở Hội chợ Công nghiệp Quốc phòng Quốc tế diễn ra từ ngày 25 đến ngày 28 tháng Bảy ở Istanbul, Thổ Nhĩ Kỳ.

Vào ngày 29 tháng Bảy năm 2023, một bài báo của CNN xác nhận rằng tàu kamikaze MAGURA V5 không còn là một mô hình trưng bày mà thật sự đã đi vào hoạt động.
Không giống như loại Sea Baby, đã được SBU sử dụng, vốn mang theo lượng thuốc nổ lớn và chủ yếu dùng để tấn công các mục tiêu tĩnh như tàu đậu ở bến cảng, MAGURA V5 được thiết kế để tấn công các tàu chiến đang đi trên biển do nó nhỏ hơn và dễ điều khiển hơn.
Cả MAGURA và Sea Baby được biên chế vào Lữ đoàn Tàu nổi không người lái (USV) số 385 sau khi lữ đoàn này được hình thành vào tháng Tám 2023.
Đây chính là đơn vị USV đầu tiên trên thế giới.
Những người vận hành chúng ở GUR và SBU.

## Hoạt động tác chiến
Vào tháng Mười một 2023, trong một hoạt động được ghi lại, một tàu đổ bộ lớp Serna và một tàu đổ bộ lớp Akula đậu ở căn cứ Hải quân Nga ở Chornomorske, phía tây vùng Crime đã bị MAGURA V5 phá huỷ.
Ngày 1 tháng Hai 2024, một vài tàu MAGURA V5 tấn công và đánh chìm Tàu hộ tống Ivanovets mang tên lửa lớp Tarantul-III ở Biển Đen gần Hồ Donuzlav ở Crimea.
Ngày 14 tháng Hai 2024, một số tàu MAGURA V5 tấn công và đánh chìm tàu đổ bộ Tsezar Kunikov gần Alupka trên lãnh thổ Crimea do Nga chiếm đóng.
Kết quả cuộc tấn công này đã được các nguồn của Nga xác nhận.

Ngày 5 tháng Ba 2024, các tàu MAGURA V5 đã đánh chìm tàu tuần tra Sergey Kotov gần Eo biển Kerch.

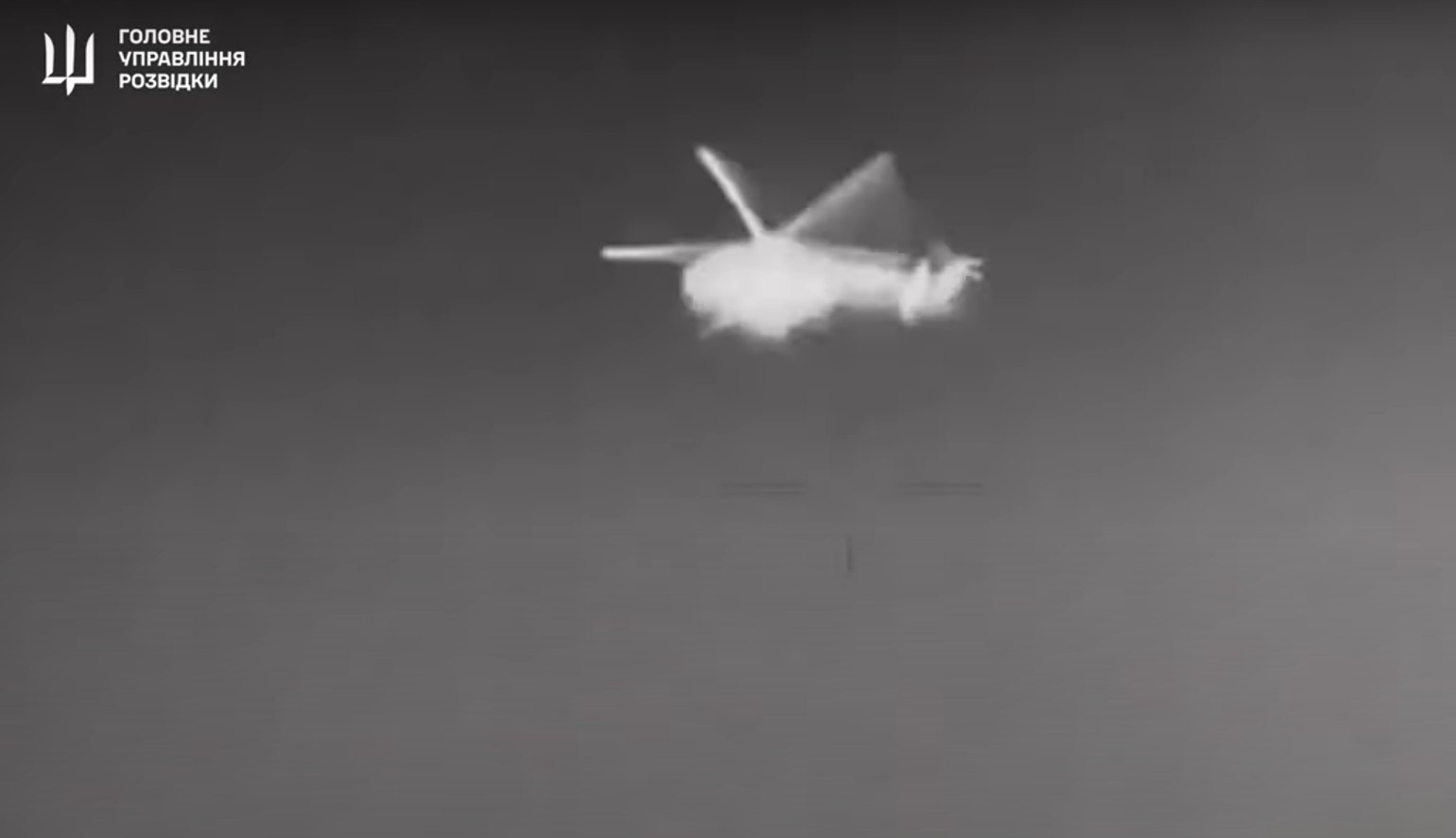
MAGURA V5 nhắm bắn trực thăng Mil Mi-8

Ngày 30 tháng Năm 2024, HUR xác nhận rằng hai tàu Nga loại KC-701 Tuna đã bị phá huỷ bởi tàu chiến MAGURA V5.

Ngày 10 tháng Tám 2024, tàu MAGURA V5 phá huỷ một tàu cao tốc KS 701 Tunets gần căn cứ Chonmorske.

Ngày 31 tháng Mười hai 2024, HUR báo cáo rằng một tàu MAGURA V5, đã được sửa đổi để mang và bắn tên lửa R-73 không-đối-không, đã bắn rụng một trực thăng Nga Mil Mi-8 gần Mũi Tarkhankut, ở vùng phía Tây Crime và gây thiệt hại cho một chiếc khác.

## Đặc điểm chiến thuật và kĩ thuật
Một số đặc tính kĩ thuật của tàu được Bộ chuyển đổi Số Ukraine công bố vào tháng Hai 2022:
- Chiều dài: 5,5 m
- Trong lượng tổng: < 1000 kg
- Operating range: tới 400 km
- Range of operation: tới 800 km
- Thời gian hoạt động: tới 60 giờ
- Tải trọng: tới 200 kg, ít nhất một bệ tên lửa R-73 không đối không.[19]
- Tốc độ hành trình: 41 km/h
- Tốc độ tối đa: 42 kt (78 km/h)
- Phương thức định hướng: tự động GNSS, quán tính, trực quan
- Truyền tải Video: lên tới ba luồng video HD
- Bảo mật: mã hoá 256-bit
- Đơn giá: khoảng 273.000 đô-la Mỹ

Người ta còn khẳng định rằng con tàu ngoài việc được trang bị thiết bị lái tự động, hệ thống video gồm cả hệ thống nhìn đêm, các mô-đun liên lạc và một thiết bị vũ khí, nó còn có một trạm điều khiển tự động đặt trên mặt đất, một hệ thống vận chuyển và lưu trữ và một trung tâm dữ liệu.

## Further reading
- Shuster, Simon (ngày 26 tháng 8 năm 2024). "How Ukraine Beat Russia in the Black Sea". Time (bằng tiếng Anh). Truy cập ngày 27 tháng 8 năm 2024.